# Северо-Осетинская государственная медицинская академия
Северо-Осетинская государственная медицинская академия (СОГМА) — расположенное во Владикавказе высшее учебное заведение, готовящее врачебные кадры для Северной Осетии и других регионов России. Основана в 1939 году.

## История
Академия основана как медицинский институт 10 июля 1939 года. В 1942 году институт был эвакуирован в Ереван в связи с военными действиями в Северной Осетии. Многие из студентов и преподавателей ВУЗа принимали непосредственное участие в ВОВ и вернулись домой с многочисленными наградами. В 1975 году завершено строительство нового учебного корпуса. В 1981 году открыта ЦНИЛ. В 1994 году открыто отделение по работе с иностранными студентами. В 1995 году институт переименован в Северо-Осетинскую государственную медицинскую академию.

## Настоящее время
В составе академии — Центральная научно-исследовательская лаборатория, научно-исследовательский сектор, центр практической подготовки, вычислительный центр, центр аккредитации, клиническая больница и стоматологическая поликлиника.
В настоящее время в СОГМА обучается около 2000 студентов из Северной Осетии и других регионов России, а также из Азербайджана, Грузии, Таджикистана, Индии, Сирии, Палестины, Судана, Египта и других стран.
Студенты СОГМА посещают разнообразные научные конференции и принимают участие в различных Всероссийских и Международных олимпиадах, где нередко занимают призовые места. Востребованы выпускники СОГМА и за границей.

## Факультеты
В настоящее время в СОГМА имеются пять факультетов: лечебный, стоматологический, педиатрический, фармацевтический, медико-профилактический.

## Руководство ВУЗа
- Ректор (с 2015) — Ремизов Олег Валерьевич.
- Президент — Салбиев Казбек Дахцикоевич.